# Gustave-Antoine Richelot
Pour les articles homonymes, voir Richelot.
Gustave-Antoine Richelot, né le 30 mars 1807 à Nantes et mort le 22 septembre 1893 à Paris, est un médecin français.

## Biographie
Gustave-Antoine Richelot est le fils d'Antoine Guy Marie Richelot et d'Anne Marie Louise Josèphe Maillet. Marié à Marie Clémence Angélique Bonnal, il est le père du chirurgien Louis-Gustave Richelot (1844-1924).
En 1831, il obtient son doctorat en médecine à Paris avec la thèse sur la Phlébite utérine. Durant sa carrière, il travaille comme médecin au dispensaire du bureau de bienfaisance.
Il traduit en français plusieurs ouvrages médicaux de langue anglaise, tels que :
- Œuvres chirurgicales complètes d’Astley Cooper coécrit avec Édouard Chassaignac, 1835 ;
- Œuvres complètes de John Hunter, 4 vol., 1838-1842 ;
- Traité pratique des maladies des yeux de Morell Mackenzie avec annotations de Stanislas Laugier, 1844 ;
- Traité de la syphilis, par John Hunter, 1845 ;
- Le Sang, de John Huster, 1892 ;
- Traité de la maladie vénérienne, par John Hunter, avec des notes et des additions par Philippe Ricord, Paris, J.-B. Baillière et fils, 1852.

Parmi les œuvres originales Gustave-Antoine  Richelot, il publie un traité sur la prostitution en Angleterre et en Écosse intitulé De la prostitution en Angleterre et en Écosse (1857). 
En 1875, il s'oppose violemment à l'accès aux études de médecine pour les femmes. Il estime que les femmes n'ont rien à faire dans les écoles de médecine. Il publie un pamphlet La femme médecin en juin 1875. Il consacre quatre pages à Franceline Ribard qu'il a rencontrée au cours de son externat. Il écrit que ses enfants seront « abandonnées, livrés à quelque servante inepte, contractant peut être le germe de quelque maladie ».  
Gustave-Antoine Richelot est membre fondateur avec Louis-Rémy Aubert-Roche de la revue médicale L'Union. Il est chevalier de la Légion d'honneur. 